# Crysis 3
Crysis 3 este un joc video pentru mai multe platforme dezvoltat de compania germană Crytek și distribuit de Electronic Arts pentru Microsoft Windows, PlayStation 3 și Xbox 360. A fost lansat în America de Nord la 19 februarie 2013. Oficial anunțat la 14 aprilie 2012, este al treilea joc din seria Crysis, un sequel al jocului-video din 2011 Crysis 2, rulând pe motorul-grafic CryEngine 3. Acesta a fost unul dintre cele mai anticipate jocuri  ale anului 2013. Crysis 3 a câștigat premiile PC Gamer Most Valuable Game, Game Informer Best of Show și Electric Playground Best of E3.